# Chicago Wolves
I Chicago Wolves sono una squadra di hockey su ghiaccio dell'American Hockey League con sede nella città di Rosemont in Illinois, sobborgo di Chicago. Sono affiliati ai Vegas Golden Knights, squadra della National Hockey League. Sono nati nel 1994 e disputano i loro match casalinghi presso la Allstate Arena. Pur avendo sede a Chicago, casa anche dei titolati Blackhawks dell'NHL, i Wolves non sono mai stato affiliati ad essi, a differenza dei Rockford IceHogs con cui, ironicamente, condividono un'accesa rivalità.

## Storia
La squadra fin dalla sua fondazione nel 1994 non ha mai avuto alcuna stagione con record negativo, vincendo inoltre per quattro volte i playoff. I Wolves da membri della IHL vinsero due Turner Cup (1998, 2000), mentre dopo essere stati ammessi nella AHL nel 2001 hanno conquistato due Calder Cup (2002, 2008).
Nei loro diciassette anni di storia i Wolves vantano numerosi premi: a livello di Division contano 4 vittorie in IHL e tre in AHL, mentre per tre volte a testa hanno conquistato il titolo della loro Conference, accedendo così alle finali per il titolo. Inoltre nella stagione 1999-2000 in IHL i Wolves vinsero il premio come migliore squadra della stagione regolare.
I Wolves sono stati la squadra affiliata alla franchigia degli Atlanta Thrashers dal 2001 al 2011. Dopo il trasferimento dei Thrashers a Winnipeg nel giugno 2011 gli allora Manitoba Moose si trasferirono divenendo i St. John's IceCaps, nuovo club affiliato ai Jets. I Wolves rimasti senza squadra sottoscrissero un accordo con la franchigia canadese dei Vancouver Canucks.
Il 23 aprile 2013 i Wolves e i St. Louis Blues sottoscrissero un accordo triennale. L'accordo fu reso possibile dopo l'acquisto da parte dei Canucks della franchigia dei Peoria Rivermen.

### Affiliazioni
Nel corso della loro storia i Chicago Wolves sono stati affiliati alle seguenti franchigie della National Hockey League:
- New York Islanders: (1999-2001)
- Atlanta Thrashers: (2001-2011)
- Vancouver Canucks: (2011-2013)
- St. Louis Blues: (2013-2017)
- Vegas Golden Knights: (2017-)

## Record stagione per stagione
| Stagione             | Division | Gare | V  | S  | P | OTL | SOL | Punti | GF  | GS  | Piazzamento | Play-off |
| -------------------- | -------- | ---- | -- | -- | - | --- | --- | ----- | --- | --- | ----------- | --- |
| Chicago Wolves (IHL) |          |      |    |    |   |     |     |       |     |     |             | |
| 1994-95              | Northern | 81   | 34 | 33 | - | 14  | -   | 82    | 261 | 306 | 3°          | perde 1º turno (Kalamazoo) 0-3 |
| 1995-96              | Midwest  | 82   | 40 | 34 | - | 8   | -   | 88    | 288 | 310 | 2°          | vince 1º turno (San Francisco) 3-1 perde 2º turno (Las Vegas) 1-4                                                                                                   |
| 1996-97              | Midwest  | 82   | 40 | 36 | - | 6   | -   | 86    | 276 | 290 | 3°          | perde 1º turno (San Antonio) 1-3 |
| 1997-98              | Midwest  | 82   | 55 | 24 | - | 3   | -   | 113   | 301 | 258 | 1°          | vince 1º turno (Manitoba) 3-0 vince 2º turno (Milwaukee) 4-2 vince semifinali (Long Beach) 4-2 vince Turner Cup (Detroit) 4-3                                       |
| 1998-99              | Midwest  | 82   | 49 | 21 | - | 12  | -   | 110   | 285 | 246 | 1°          | vince 2º turno (Manitoba) 3-0 perde semifinali (Houston) 3-4 |
| 1999-00              | Western  | 82   | 53 | 21 | - | 8   | -   | 114   | 270 | 228 | 1°          | vince 2º turno (Long Beach) 4-0 vince semifinali (Houston) 4-2 vince Turner Cup (Grand Rapids) 4-2                                                                  |
| 2000-01              | Western  | 82   | 43 | 32 | - | 7   | -   | 93    | 267 | 249 | 1°          | vince 1º turno (Milwaukee) 4-1 vince semifinali (Manitoba) 4-2 perde Turner Cup (Orlando) 1-4                                                                       |
| Chicago Wolves (AHL) |          |      |    |    |   |     |     |       |     |     |             | |
| 2001-02              | West     | 80   | 37 | 31 | 7 | 5   | -   | 86    | 250 | 236 | 4°          | vince preliminari (Cincinnati) 2-1 vince 1º turno (Grand Rapids) 3-2 vince 2º turno (Syracuse) 4-3 vince semifinali (Houston) 4-1 vince Calder Cup (Bridgeport) 4-1 |
| 2002-03              | West     | 80   | 43 | 25 | 8 | 4   | -   | 98    | 276 | 237 | 2°          | vince 1º turno (Hersey) 3-2 perde 2º turno (Grand Rapids) 0-4 |
| 2003-04              | West     | 80   | 42 | 26 | 9 | 3   | -   | 96    | 246 | 208 | 3°          | vince 1º turno (Grand Rapids) 4-0 perde 2º turno (Milwaukee) 2-4 |
| 2004-05              | West     | 80   | 49 | 24 | - | 2   | 5   | 105   | 245 | 211 | 1°          | vince 1º turno (Houston) 4-1 vince 2º turno (Cincinnati) 4-1 vince semifinali (Manitoba) 4-0 perde Calder Cup (Philadelphia) 0-4                                    |
| 2005-06              | West     | 80   | 36 | 32 | - | 4   | 8   | 84    | 278 | 275 | 5°          | |
| 2006-07              | West     | 80   | 46 | 25 | - | 3   | 6   | 101   | 331 | 252 | 2°          | vince 1º turno (Milwaukee) 4-0 vince 2º turno (Iowa) 4-2 perde semifinali (Hamilton) 1-4                                                                            |
| 2007-08              | West     | 80   | 53 | 22 | - | 2   | 3   | 111   | 300 | 226 | 1°          | vince 1º turno (Milwaukee) 4-2 vince 2º turno (Rockford) 4-3 vince semifinali (Toronto) 4-1 vince Calder Cup (Wilkes-Barre) 4-2                                     |
| 2008-09              | West     | 80   | 38 | 37 | - | 3   | 2   | 81    | 226 | 222 | 6°          | |
| 2009-10              | West     | 80   | 49 | 24 | - | 1   | 6   | 105   | 264 | 214 | 1°          | vince 1º turno (Milwaukee) 4-3 perde 2º turno (Texas) 3-4 |
| 2010-11              | West     | 80   | 39 | 30 | - | 5   | 6   | 89    | 260 | 262 | 6°          | |
| 2011-12              | West     | 76   | 42 | 27 | - | 4   | 3   | 91    | 213 | 193 | 1°          | perde 1º turno (San Antonio) 2-3 |
| 2012-13              | Midwest  | 76   | 37 | 30 | - | 5   | 4   | 83    | 204 | 207 | 4°          | |
| 2013-14              | Midwest  | 76   | 45 | 21 | - | 5   | 5   | 100   | 239 | 191 | 1°          | vince 1º turno (Rochester) 3-2 perde 2º turno (Toronto) 0-4 |
| 2014-15              | Midwest  | 76   | 40 | 29 | - | 6   | 1   | 87    | 210 | 198 | 3°          | perde 1º turno (Utica) 2-3 |
| 2015-16              | Central  | 76   | 33 | 35 | - | 5   | 3   | 74    | 194 | 228 | 6°          | |

## Giocatori

### Numeri ritirati
| Numeri ritirati dai Chicago Wolves |               |       |           |                |
| N°                                 | Giocatore     | Ruolo | Anni      | Anno di ritiro |
| 1                                  | Wendell Young | P     | 1994-2001 | 2001           |
| 11                                 | Steve Maltais | AS    | 1994-2005 | 2006           |

## Record della franchigia

### Singola stagione
Gol: 60  Steve Maltais (1996-97)
Assist: 91  Rob Brown (1995-96)
Punti: 143  Rob Brown (1995-96)
Minuti di penalità: 390  Kevin MacDonald (1994-95)
Media gol subiti: 1.89  Richard Shulmistra (2000-01)
Parate %: .937  Richard Shulmistra (2000-01)
Shutout: 7  Jake Allen (2013-14)

### Carriera
Gol: 454  Steve Maltais
Assist: 497  Steve Maltais
Punti: 951  Steve Maltais
Minuti di penalità: 1061  Steve Maltais
Vittorie: 169  Wendell Young
Shutout: 16  Wendell Young
Partite giocate: 843  Steve Maltais

## Palmarès

### Premi di squadra
- Turner Cup: 2

1997-1998, 1999-2000
- Calder Cup: 2

2001-2002, 2007-2008
- Fred A. Huber Trophy: 1

1999-2000
- John D. Chick Trophy: 3

2004-2005, 2007-2008, 2009-2010
- Norman R. "Bud" Poile Trophy: 3

2007-2008, 2011-2012, 2013-2014
- Robert W. Clarke Trophy: 3

2001-2002, 2004-2005, 2007-2008

### Premi individuali
- Aldege "Baz" Bastien Memorial Award: 1

Jake Allen: 2013-2014
- Dudley "Red" Garrett Memorial Award: 1

Brett Sterling: 2006-2007
- IHL Man of the Year: 3

Tim Breslin: 1996-1997
Chris Marinucci: 1998-1999
Wendell Young: 2000-2001
- Ironman Award: 1

Steve Maltais: 1999-2000
- Jack A. Butterfield Trophy: 2

Pasi Nurminen: 2001-2002
Jason Krog: 2007-2008
- John B. Sollenberger Trophy: 3

Steve Maltais: 2002-2003
Darren Haydar: 2006-2007
Jason Krog: 2007-2008
- John Cullen Award: 1

Steve Larouche: 1999-2000
- Leo P. Lamoureux Memorial Trophy: 4

Rob Brown: 1995-1996, 1996-1997
Steve Maltais: 1999-2000
Steve Larouche: 2000-2001
- Les Cunningham Award: 2

Darren Haydar: 2006-2007
Jason Krog: 2007-2008
- Norman R. "Bud" Poile Trophy: 2

Aleksandr Semak: 1997-1998
Andrej Trefilov: 1999-2000
- Willie Marshall Award: 2

Brett Sterling: 2006-2007
Jason Krog: 2007-2008
- Yanick Dupré Memorial Award: 1

Kurtis Foster: 2003-2004